# Flughafen Pleiku

i8
i11
i13
Der Flughafen Pleiku (vietnamesisch Sân bay Pleiku, englisch Pleiku Airport, IATA-Code: PXU, ICAO-Code: VVPK) liegt bei der Stadt Pleiku in der Provinz von Gia Lai, in der Region Tây Nguyên in Vietnam. Der Flughafen liegt 12 km nördlich des Stadtzentrums. Die Länge der Start- und Landebahn beträgt 1817 m, die Breite 30 m.

## Zwischenfälle
- Am 5. Juni 1972 flog eine Curtiss C-46 der Air America (Luftfahrzeugkennzeichen („EM-2“)) auf dem Flug von Hue während eines radargestützten Anflugs auf den Flughafen Pleiku in einen Hügel, nachdem der Funkkontakt verloren gegangen war. An Bord befanden sich überwiegend US-amerikanische und südvietnamesische Soldaten. Alle 32 Insassen, 3 Besatzungsmitglieder und 29 Passagiere, wurden getötet.[2]